# Närkes runinskrifter 20

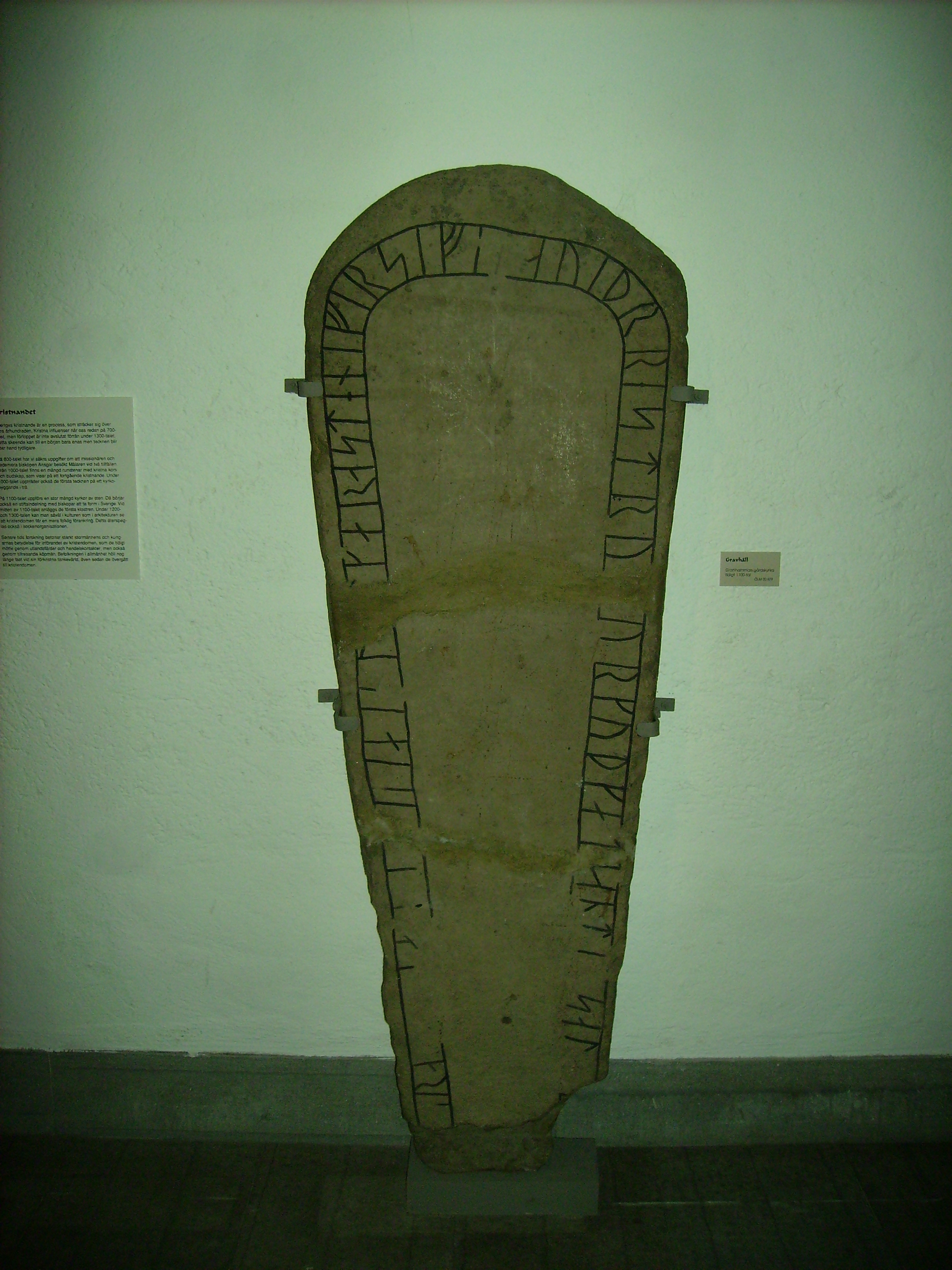
Gravhällen på Örebro läns museum

Närkes runinskrifter 20 är en gravhäll med inristade runor som hittades 1934 vid Granhammarskyrkan i Vintrosa socken och numera finns utställd i länsmuseet i Örebro.

## Historia
Gravhällen ristades troligen i slutet av 1100-talet och hittades av en lantbrukare omkring 15 meter från grundmurarna till Granhammarskyrkan på hösten 1934. Lantbrukaren hade innan ofta stött emot stenen med sin plog och när han bestämde sig för att flytta på stenen upptäckte han att det fanns en runinskrift på den. Han bestämde sig då för att flytta den i tre delar kluvna stenen innanför grundmurarna till kyrkoruinen, närmare bestämt i det forna koret, men han meddelade inte detta till myndigheterna.
När man förberedde konserveringen av kyrkoruinens grundmurar i december 1934 hittade man stenen på denna nya plats vilket fick forskarna Bertil Waldén och Erik Lundberg att tro att gravhällen tillhörde kyrkans anläggare. Trots att Waldén redan 1934 skrev att det var viktigt att stenen flyttades så snart som möjligt för att undvika att den redan skadade hällen vittrade och splittrades ännu mer skulle det dröja till hösten 1953 innan stenen förenades med Örebro läns museums samlingar.

## Stenen och dess text
Hällen är huggen ur grå sandsten och är 185 cm lång. Splittringen av stenen i tre delar har inte gett upphov till några större förluster eftersom bitarna passar bra ihop men däremot är ristningsytan nött och delvis blanksliten, vilket bland annat beror på plogskador och dessutom på vittringsskador eftersom stenen fick ligga ovan jord i 19 år innan den flyttades till länsmuseet i Örebro. Dessutom är fotändan avslagen vilket har lett till att början och slutet av inskriften är helt förlorade. Allt detta leder till att läsningen blir osäker men ett tolkningsförsök är i alla fall följande:
I translitteration
...-ra...-a...-------... l...(t) gæra sten ifir sif-... auiþr r(i)st ru...ur guþ gæti and -... sa(l) ...-...
i normalisering
... l[e]t gerva stæin æftiR Sef[a](?). Áviðr ræist ru[n]ar. Guð gæti and [ok] sal [hans].
och i översättning
”... lät göra stenen efter Seve (?). Åvid (?) ristade runorna. Gud tage [hans] ande och själ i sin vård”
Namnet på personen som bekostade gravhällen är helt förlorat men den har en gång legat över graven till en person med namnet sif-, vilket enligt Sven B.F. Jansson antingen kan ha varit mansnamnet Sefi eller kvinnonamnet Sefa. Inskriften ristades av auiþr och detta är det enda exemplet i Närke på en ristarsignatur. Det är dock osäkert om detta står för Aviðr, Avidh eller David. Aviðr är inte känt från någon annan källa medan Avidh och David finns belagda från medeltiden. Verbet gæti är presens konjunktiv av gæta, 'vakta, bevara, taga vård om' , som alltså används i den avslutande bönen istället för det vanliga hialpi, 'hjälpa'.